# Neuropathie motrice multifocale
 Mise en garde médicale
La neuropathie motrice multifocale (NMM) (en anglais multifocal motor neuropathy, MMN) est un syndrome neurologique périphérique de cause dysimmunitaire, particulier par le caractère isolé de l'atteinte motrice (c'est-à-dire sans atteinte sensitive associée). Elle se manifeste par un affaiblissement musculaire progressif et peut donc être confondue avec la sclérose latérale amyotrophique (SLA) qui, dans ses formes spinales, donne un tableau clinique comparable notamment si des fasciculations sont observées. La NMM est une maladie autoimmune, dont la première description remonte au milieu des années 1980.
À la différence de la SLA qui touche à la fois le premier et le deuxième motoneurone, la NMM ne concerne que les axones moteurs périphériques, qui sont le prolongement des deuxièmes motoneurones (spinaux). Cependant un diagnostic de certitude est souvent difficile et de nombreux patients se voient considérés à tort comme atteints de SLA durant des mois, voire des années, avant que le diagnostic ne soit rectifié.
La NMM est habituellement indolore. Toutefois des crampes, des spasmes ou des secousses musculaires peuvent parfois causer des douleurs notables. La maladie est rarement fatale, mais peut être source d'un handicap significatif, avec par exemple une perte des fonctions manuelles compromettant la capacité de travail et un pied tombant qui peut gêner la station debout et la locomotion. Les patients ont alors souvent recours aux moyens auxiliaires tels que cannes, orthèses ou déambulateurs.

## Symptômes
La maladie commence souvent par une faiblesse d'une ou des deux mains. En plus de cette faiblesse on observe habituellement une amyotrophie, des crampes et des fasciculations profuses, Les symptômes progressent souvent en marches d'escaliers, mais, contrairement à ceux de la SLA, peuvent être réversibles, spontanément ou sous l'effet d'un traitement spécifique.
Les nerfs sensitifs sont d'ordinaire épargnés.
Parmi les symptômes les plus fréquents, on peut citer une main tombante ou un pied tombant (ce qui occasionne un steppage à la marche) ou encore une perte graduelle de l'extension des doigts conduisant à des aspects de griffes. Le froid ou la chaleur peuvent exacerber les symptômes de la NMM (contrairement aux autres types de neuropathies), à tel point que l'on étudie la possibilité d'en faire un test de diagnostic.

## Traitement
Il repose sur les immunoglobulines intraveineuses (IgIV) ou les immunosuppresseurs comme le cyclophosphamide ou le rituximab. Les stéroïdes (prednisone) et les plasmaphérèses ne sont plus considérés comme des traitements efficaces. La prednisone peut même aggraver les symptômes. Les IgIV sont le traitement de première intention, avec un taux de réponses favorables de 80%. Elles sont administrées selon une périodicité régulière, variant d'une semaine à quelques mois. D'autres traitement sont envisagés en cas d'absence de réponse aux IgIV ou en raison de leur coût élevé. L'administration des immunoglobulines par voie sous-cutanée, moins invasive et plus pratique que la voie intraveineuse est à l'étude.